# 여행을 떠나요
최진의 여행을 떠나요는 최진이 진행한 경기방송의 라디오 프로그램이다. 2013년 3월 16일부터 2019년 1월 6일까지 방송되었다.

## 프로그램 소개
- 어디론가 떠나고 계시는 분들에게 길 위에 동반자가, 어딘가로 떠나고 싶지만 떠날수 없는 분들에게는 음악으로나마 여행할 권리를 드립니다. 마음으로 떠나는 음악 여행, 최진의 <여행을 떠나요>!

## 역대 진행자
- 최진 (DJ)

| 경기방송               |                      |                  |
| 이전                   | 최진의 여행을 떠나요 | 다음             |
| 김혜미의 아침의 멜로디 | 최진의 여행을 떠나요 | 에듀챔프         |
| 7시 ~ 9시              | 9시 ~ 11시 30분      | 11시 30분 ~ 12시 |
|                        |                      |                  |